# デビッド・マンソン
デビッド・マンソン（David Curtiss Munson、1884年5月19日 - 1953年9月17日)は、アメリカ合衆国の陸上競技選手。1904年セントルイスオリンピックの金メダリストである。

## 経歴
マンソンは、1904年セントルイスオリンピックで4マイル団体競争に出場。チームメートのアーサー・ニュートン、ジョージ・アンダーウッド、ポール・ピルグリム、ハワード・バレンタインとともに金メダルを獲得した。